# Denis Glover
Denis James Matthews Glover DSC (* 9. Dezember 1912 in Dunedin, Otago, Südinsel, Neuseeland; † 9. August 1980 in Breaker Bay, Wellington) war ein neuseeländischer Dichter, Journalist und Verleger, der als eine der geistreichsten, vielseitigsten und einflussreichsten Persönlichkeiten der neuseeländischen Literatur galt.

## Leben

### Herkunft, Schulbesuch und Studium
Glover war das dritte von vier Kindern des aus Irland stammenden Zahnarztes Henry Lawrence Glover und dessen Ehefrau Lyla Jean Matthews und erbte von seinen irischen Vorfahren den Witz, Teufel und häufige Blutrünstigkeit, während er von Seiten der Mutter das Lesen und den Ehrgeiz Schriftsteller zu werden, erbte. 1919 begann er seinen Schulbesuch an der Arthur Street School in Dunedin, ehe er mit seiner Mutter nach der Scheidung der Eltern 1925 nach New Plymouth verzog, wo er zunächst die Central School und dann seit 1926 die Boys’ High School besuchte. Danach besuchte er die Auckland Grammar School sowie zuletzt zwischen 1929 und 1930 das Christ’s College in Christchurch.
1931 begann Glover ein Studium der Fächer Griechisch, Latein, Philosophie und Englisch am Canterbury University College. Während seines Studiums war er ein vielseitiger Sportler wie zum Beispiel als Kapitän des Boxklubs, der eine Medaille im Weltergewicht gewann, Spieler der Rugbymannschaft der Old Collegians, Segler, Bergsteiger. Außerhalb seiner Sportaktivitäten war er  Mitglied der Christchurch Classical Association, gründete er 1932 den Caxton Club, der sich dem Studium von Drucken und Typografie widmete, und veröffentlichte 1933 eine Ausgabe der Studentenzeitschrift Oriflamme. Allerdings wurde das Magazin nach nur einer Ausgabe von der Universitätsverwaltung verboten, nachdem er sich in einem Artikel für eine Ehe auf Probe ausgesprochen hatte.

### Eheschließung, Lecturer und Gründer von Caxton Press
Am 8. Januar 1936 hatte Glover in Christchurch die in England geborene Mary Granville, Tochter eines pensionierten Heeresoffiziers, geheiratet. Nach Abschluss des Studiums mit einem Bachelor of Arts (B.A.) sowie einem Master of Arts (M.A.) war er zwischen 1936 und 1938 als Assistant Lecturer für Englisch am Canterbury University College und Pressereporter für Universitätsnachrichten. Daneben arbeitete er als Redakteur einer Motorsportzeitschrift sowie bei den Zeitschriften Canterbury University College Review und Canta.
1937 gründete er zusammen mit John Drew den Druckereiverlag Caxton Press. Die Annahme kommerzieller Druckaufträge ermöglichten dem jungen Betrieb ein angemessenes Einkommen und Glover die Umsetzung seines eigentlichen Interesses, die Arbeit als Verleger. 1937 trat der Künstler und Typograf Leo Vernon Bensemann in das Unternehmen ein und mit dessen Hilfe druckte und veröffentlichte Glover die Werke zahlreicher Schriftsteller, die sich später einen Namen in der neuseeländischen Literatur machten: Ursula Bethell, R. A. K. Mason, Allen Curnow, Charles Brasch, Frank Sargeson und A. R. D. Fairburn. Daneben erschienen auch seine eigenen Gedichte wie zum Beispiel „The Magpies“, Neuseelands am häufigsten in Anthologien erschienenes Gedicht. Caxton Press wurde in der Folgezeit zum wichtigsten Verlag für kreatives Schreiben in Neuseeland und seine Veröffentlichungen waren durch die hohe Wertstellung Glovers für Typografie und Druck geprägt.

### Zweiter Weltkrieg und Nachkriegszeit
Während des Zweiten Weltkrieges leistete Glover Militärdienst bei der Royal Navy und nahm unter anderem an vier Himmelfahrtskommandos nach Murmansk mit sowjetischen Marinekonvois teil. Am D-Day, der alliierten Landung in der Normandie am 6. Juni 1944 befehligte er als Lieutenant ein Landungsboot für Infanteriesoldaten und wurde für seine Verdienste mit dem Distinguished Service Cross (DSC) ausgezeichnet. In dieser Zeit hatte er auch mit Charles Brasch die Gründung der Literaturzeitschrift Landfall besprochen und lernte durch den angesehenen Geschäftsführer des Verlages Hogarth Press, John Lehmann, auch Autoren wie Cecil Day Lewis, Stephen Spender und andere Literaten kennen.
1944 kehrte Glover widerwillig nach Neuseeland zurück, wo es ihm schwer fiel, dass eheliche Leben und die Arbeit als Verleger wieder aufzunehmen, so dass er anfing, erheblich zu trinken. Er wurde Lieutenant Commander der Freiwilligenreserve der Royal New Zealand Navy (RNZN) und arbeitete von 1945 bis 1948 beim Verwaltungsrat des Canterbury University College. Bei Caxton Press veröffentlichte er die neuen Werke junger Autoren wie Basil Dowling, James K. Baxter, Janet Frame, Ngaio Marsh und anderen sowie seine weiterhin seine eigenen Gedichte wie die beiden herausragenden Gedichtbände Sings Harry (1951) und Arawata Bill (1953).

### Berufliche und private Probleme in den 1950er und 1960er Jahren
Glovers Trunksucht, finanzielles Missmanagement und seine unregelmäßige Anwesenheit führten zu schwerwiegenden Problemen bei Caxton Press, so dass Dennis Donovan, der Hauptanteilseigner, ihn 1951 entließ. Er fand darauf Arbeit bei seinem Freund Albion Wright bei Pegasus Press, wurde aber bald auch dort entlassen. Neben den beruflichen Problemen, kam es auch zu privaten Problemen: Trotz der Geburt des Sohnes Rupert Glover 1950 kam es zur Trennung von ihm und Mary Glover und seit 1950 lebte er mit Khura Skelton zusammen, mit der er 1954 nach Wellington verzog. Sie lebten unverheiratet überwiegend in Paekakariki, wo ihre Gastfreundschaft mit Trinkgelagen und lautstarken Auseinandersetzungen legendär wurden.
1954 begann er eine Tätigkeit als Werbetexter bei der Werbeagentur Carlton-Carruthers du Chateau and King, war aber kurz darauf von 1954 bis 1962 als Produktionsmanager und Typograf beim Verlag Wingfield Press beschäftigt und half Ende der 1950er Jahre auch bei der Entwicklung des Verlages Mermaid Press. Er war daneben zwischen 1955 und 1958 Mitglied des Beirates der Literaturstiftung von Neuseeland sowie von 1963 bis 1965 Präsident der Freunde der Turnbull Library.
1959 erschien in der Wochenzeitung New Zealand Listener erstmals sein lebendiger autobiografischer Text Hot water sailor, der 1962 als vollständiger Text veröffentlicht wurde. 1964 wurde er Tutor für Typografie am Institut für technische Korrespondenz und unterrichtete dort bis 1973. In der Folgezeit veröffentlichte er Gedichtsammlungen wie Enter without knocking (1964) und Sharp edge up (1968).

### Rückkehr zum Erfolg in den 1970er Jahren und Tod 1980
Nach dem Tod von Khura Skelton 1969 und seiner Scheidung von Mary Glover 1970 hatte er einige Beziehungen zu anderen Frauen, ehe er 1971 die Stimm- und Dramalehrerin Evelyn Cameron kennenlernte, die er am 21. September 1971 nach einer nur sechswöchigen Verlobungszeit in Wellington heiratete. Kurz darauf gründete er 1971 den Verlag Cats-paw Press. Sie versuchte ihn von seiner Alkoholsucht abzubringen und die ihn 1975 auf einer Reise in die Sowjetunion begleitete, wo ihm einer Medaille für Kriegsveteranen verliehen wurde. Ebenfalls 1975 wurde ihm ein Ehrendoktor der Literaturwissenschaft der Victoria University of Wellington verliehen und er zum Ehrenpräsidenten des neuseeländischen P.E.N.-Zentrums gewählt.
Trotz seiner nach wie vor bestehenden Alkoholprobleme veröffentlichte Glover in seinem letzten Lebensjahrzehnt vierzehn Bücher wie die Gedichtsammlungen Come high water (1977), Or hawk or basilisk (1978) und For whom the cock crows (1978), aber auch Gedichte über den Hafen von Wellington, die aus drei Gedichten bestehende Sequenz Towards Banks Peninsula (1979) und das 1981 posthum erschienene Landlubber ho!, eine Fortsetzung von Hot water sailor. Außerdem war er Herausgeber der gesammelten Gedichte seines engen, 1957 verstorbenen Freundes A. R. D. Fairburn und half auch bei der Veröffentlichungen von dessen Briefverkehr. Zuletzt begann er mit der Sammlung von Gedichten für Denis Glover: selected poems, eine Anthologie, die ebenfalls 1981 posthum erschien.
Am 9. August 1980 verstarb Glover an den Folgen einer Lungenentzündung, nachdem er zwei Tage zuvor in seinem neuen Haus in Breaker Bay, ein Vorort von Wellington, einen Treppensturz erlitten hatte. Ihm zu Ehren tragen die Glover Hills, eine Hügelgruppe in der Antarktis, seinen Namen.

### Literarischer Einfluss

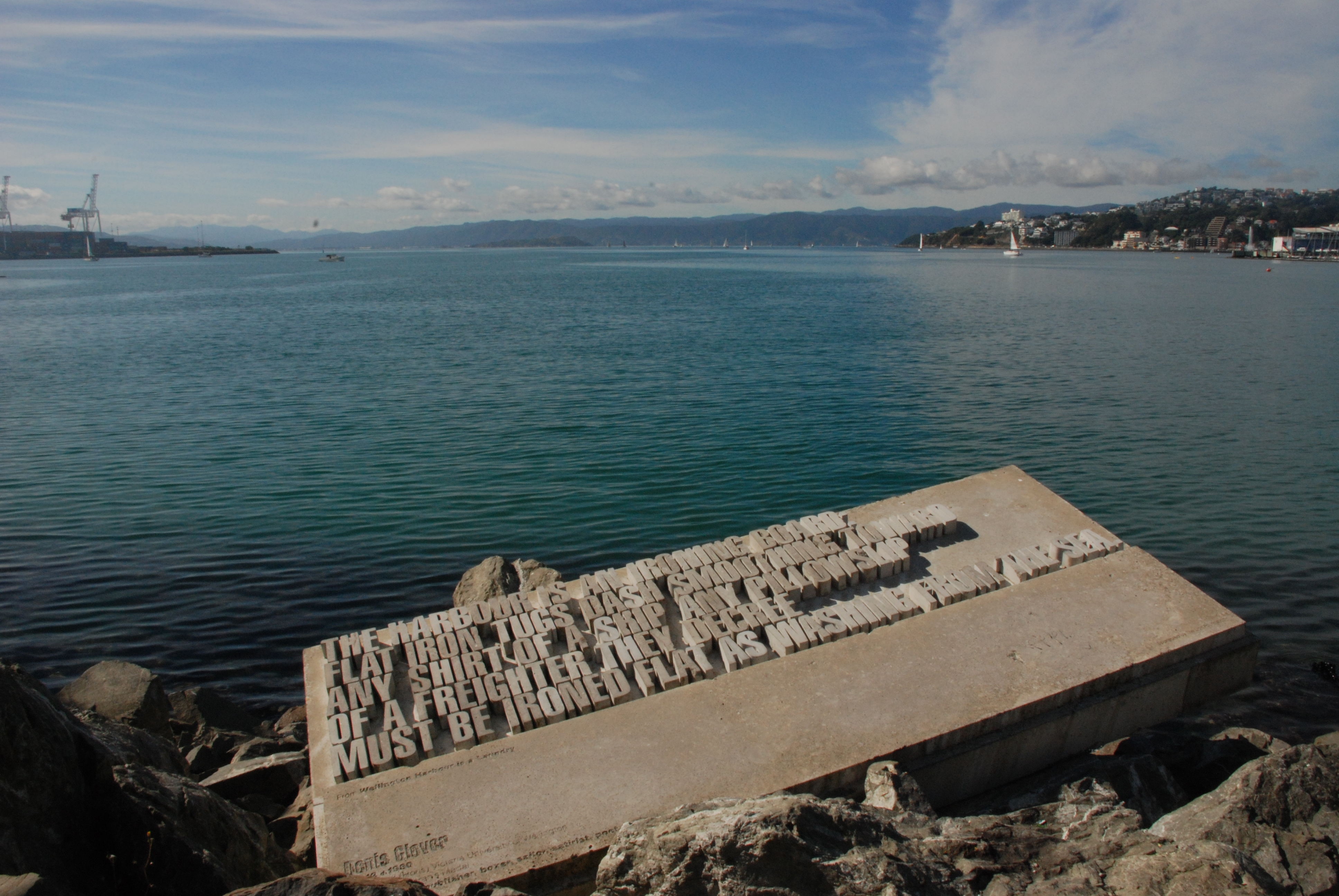
Auszug aus Glovers Gedicht Wellington Harbour is a Laundry auf einem Betonblock im Hafen von Wellington

Denis Glover ist vermutlich der am meisten zitierte Dichter Neuseelands. Seine besten Gedichte zeigen eine zeitlose Einfach- und Direktheit, um fortzudauern, wenngleich Glover das Gegenteil behauptet: „Verse, Verse, was sind sie schon? / Der Wind wird sie alle wegblasen“ (‚Verses, verses, what are they? / The wind will blow them all away‘).
Er selbst wertete seine eigene Dichtkunst beständig ab, so dass sicherlich auch einige leichtere und scherzhafte Gedichte in seinen Werken zu finden sind. Nichtsdestotrotz gilt er als der beste neuseeländische Dichter der Berge und des Meeres, als Autor von einigen auffallend originellen Liebesgedichten, als exzellenter Lyriker und Satiriker. Sein literarischer Stil ist vollständig individuell: idiomatisch, zäh, sardonisch, flexibel und verzichtend, gekennzeichnet durch glitzernde Bildhaftigkeit und einem geschickten Einsatz von Assonanz und Reim.
Seine Werke waren von Volksnähe geprägt und die lyrischen, rastlosen Seelen ‚Harry‘, ‚Arawata Bill‘ und ‚Mick Stimpson‘ wurden mit ihren Grübeleien und ihrer barschen Eigenständigkeit zu Schlüsselfiguren der neuseeländischen Literatur und waren letztlich Versionen von Glover selbst.

## Veröffentlichungen
- Sharp edge up, 1968
- Myself when young, 1970
- Enter without knocking, 1971
- Diary to a woman, 1971
- Dancing to my tune, 1974
- Come high water, 1977
- For whom the cock crows, 1978
- Or hawk or basilisk Or hawk or basilisk, 1978
- Men of God, 1978
- To friends in Russia, 1979
- Towards Banks Peninsula, 1979
- Denis Glover, selected poems, Herausgeber B. Manhire, 1995

## Hintergrundliteratur
- J. E. P. Thomson: Denis Glover Wellington, 1977
- G. Ogilvie: Denis Glover: his life, Auckland, 1999